# Jennifer Latheef
Jennifer Latheef est une journaliste et militante maldivienne née en 1973.

## Biographie
Jennifer Latheef est la fille de Mohamed Latheef (en), un homme politique maldivien, membre fondateur du Parti démocrate maldivien. Elle est reporter photographe pour le quotidien Minivan.
Elle est interpellée une première fois en septembre 2003 pour avoir participé aux manifestations du « vendredi noir ». Elle a par la suite été arrêtée et relâchée à plusieurs reprises avant d'être condamnée en octobre 2005 à dix ans de prison. Elle est dans un premier temps incarcérée à la Prison de Maafushi (en) où, selon Amnesty International, elle ne reçoit pas les soins que nécessite son état de santé. La peine est finalement commuée en une assignation à résidence après deux mois,.
Amnesty International mène campagne en faveur de sa libération et la déclare prisonnière d'opinion ce qui attire l'attention internationale et conduit le président Maumoon Abdul Gayoom à la gracier moins d'un an après sa condamnation,. Elle est libérée le 10 août 2006.
En 2008, elle intègre la commission des libérations conditionnelles (parole board).